# Formatie van Merksplas
De Formatie van Merksplas of Merksplas Formatie (sic, afkorting Me) is een geologische formatie in de Belgische ondergrond.

## Voorkomen
De Formatie van Merksplas dagzoomt in een west-oost gerichte strook tussen Antwerpen en Mol. Dit dagzoomgebied valt samen met de zuidrand van de Cuesta van de Kempen. In de Noorderkempen is de Formatie van Merksplas aanwezig in de iets diepere ondergrond, begraven onder recentere sedimentlagen. Elders is de formatie afwezig.

## Kenmerken
De Formatie van Merksplas bestaat uit grijze grove tot zeer grove zanden. Deze zanden zijn kwartsrijk en bevatten lage hoeveelheden glauconiet. Sporadisch komen kleilenzen of houtfragmenten voor. Deze sedimenten werden tijdens het Laat-Plioceen tot Vroeg-Pleistoceen afgezet in een ondiepe bocht van de Noordzee en vormen een pakket van maximaal 20m dik.

## Stratigrafie
De Formatie van Merksplas ligt boven op de Formatie van Lillo. Boven op de Formatie van Merksplas ligt de Formatie van Malle en de Formatie van Weelde (de vroegere 'Formatie van de Kempen'). De formatie correleert grotendeels met de Nederlandse Formatie van Maassluis.